# Petra Němcová
Petra Němcová, född 24 juni 1979 i Karviná i Tjeckoslovakien, är en tjeckisk fotomodell vars karriär tog fart i och med hennes andra framträdande i Sports Illustrated 2002.